# Brezovica, Zagreb
Brezovica je naselje na Hrvaškem, ki upravno spada pod Mesto Zagreb in je sedež ene od 17 mestnih četrti, edine, ki se razprostira na jugozahodnem ravninskem podeželju zagrebškega mestnega ozemlja. Mestna četrt Brezovica je površinsko druga največja zagrebška četrt (127 km2), a z daleč najmanj prebivalci (komaj 12.000) in zato tudi najredkeje poseljena.

## Demografija
| Pregled števila prebivalcev po letih | Pregled števila prebivalcev po letih | Pregled števila prebivalcev po letih | Pregled števila prebivalcev po letih | Pregled števila prebivalcev po letih | Pregled števila prebivalcev po letih | Pregled števila prebivalcev po letih | Pregled števila prebivalcev po letih | Pregled števila prebivalcev po letih | Pregled števila prebivalcev po letih | Pregled števila prebivalcev po letih | Pregled števila prebivalcev po letih | Pregled števila prebivalcev po letih | Pregled števila prebivalcev po letih | Pregled števila prebivalcev po letih |
| ------------------------------------ | ------------------------------------ | ------------------------------------ | ------------------------------------ | ------------------------------------ | ------------------------------------ | ------------------------------------ | ------------------------------------ | ------------------------------------ | ------------------------------------ | ------------------------------------ | ------------------------------------ | ------------------------------------ | ------------------------------------ | ------------------------------------ |
| 1857                                 | 1869                                 | 1880                                 | 1890                                 | 1900                                 | 1910                                 | 1921                                 | 1931                                 | 1948                                 | 1953                                 | 1961                                 | 1971                                 | 1981                                 | 1991                                 | 2001                                 |
| 35                                   | 67                                   | 111                                  | 106                                  | 133                                  | 107                                  | 166                                  | 104                                  | 26                                   | 0                                    | 0                                    | 0                                    | 355                                  | 398                                  | 632                                  |